# Lista de países por produção de alcachofra

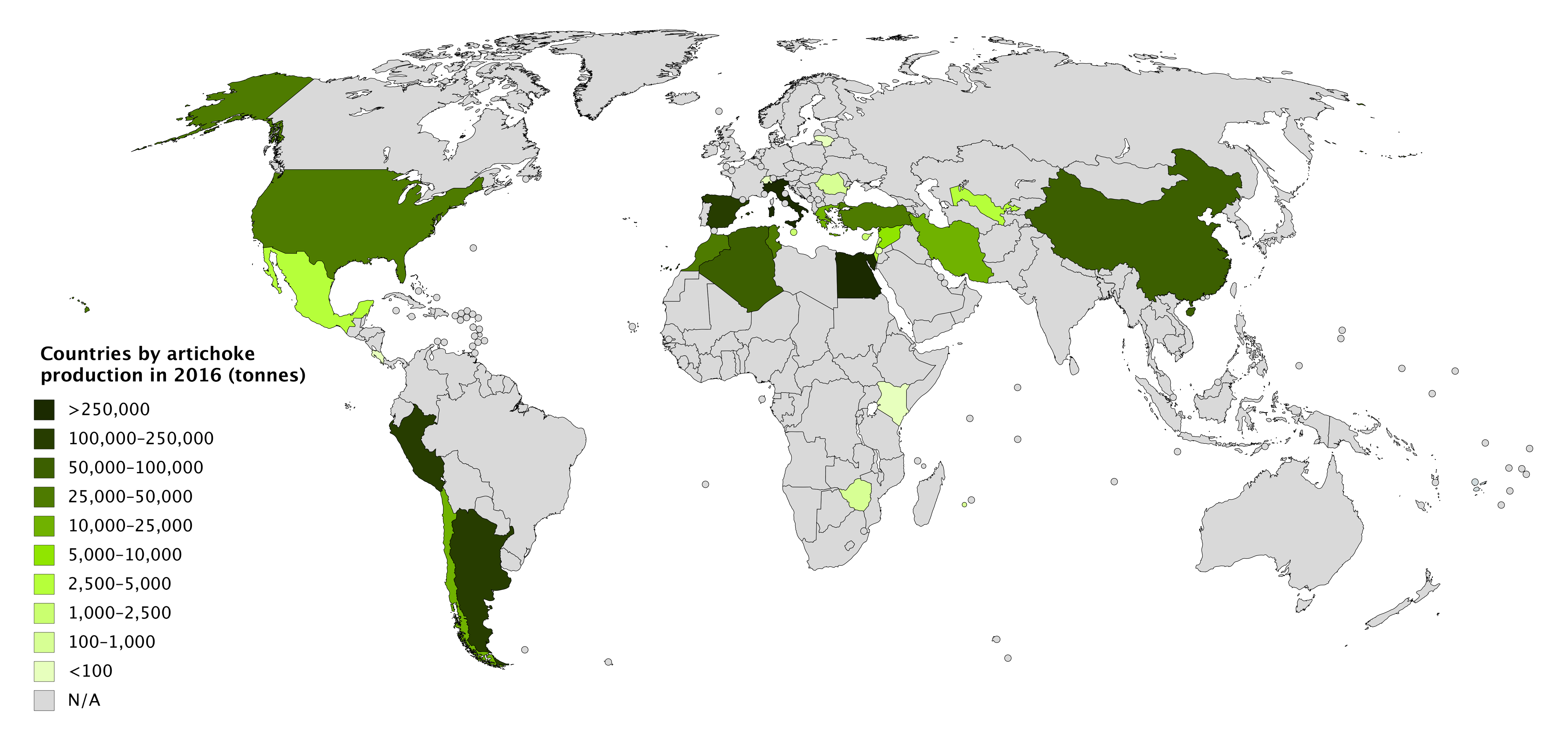
Países por produção de alcachofra em 2016

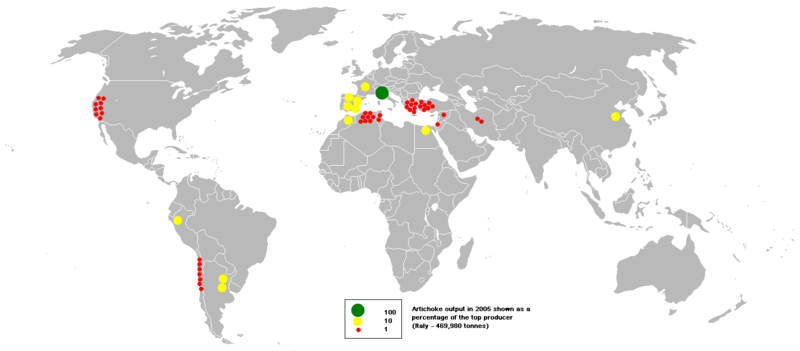
Um mapa da produção de alcachofra, 2005.

Esta é uma lista de países por produção de alcachofra em 2016, com base nos dados do Food and Agriculture Organization Corporate Statistical Database. A produção mundial total estimada de alcachofra para 2016 foi de 1.422.248 toneladas.

## Produção por país
| Classificar | País / Região  | Produção de alcachofra (toneladas) |
| ----------- | -------------- | ---------------------------------- |
| 1           | Itália         | 365.991                            |
| 2           | Egito          | 236.314                            |
| 3           | Espanha        | 185.796                            |
| 4           | Peru           | 108.801                            |
| 5           | Argentina      | 107.257                            |
| 6           | Argélia        | 97.139                             |
| 7           | China          | 85.532                             |
| 8           | França         | 45.914                             |
| 9           | Estados Unidos | 44.720                             |
| 10          | Marrocos       | 44.144                             |
| 11          | Turquia        | 36.368                             |
| 12          | Tunísia        | 26.000                             |
| 13          | Irã            | 17.600                             |
| 14          | Grécia         | 13.211                             |
| 15          | Chile          | 11.363                             |
| 16          | Síria          | 9.438                              |
| 17          | Uzbequistão    | 3.867                              |
| 18          | México         | 2.920                              |
| 19          | Israel         | 2.693                              |
| 20          | Chipre         | 2.275                              |
| 21          | Malta          | 1.486                              |
| 22          | Zâmbia         | 805                                |
| 23          | Cazaquistão    | 894                                |
| 24          | Romênia        | 679                                |
| 25          | Líbano         | 675                                |
| 26          | Zimbábue       | 305                                |
| 27          | Réunion        | 276                                |
| 28          | Lituânia       | 56                                 |
| 29          | Costa Rica     | 24                                 |
| 30          | Quênia         | 16                                 |
| 31          | Palestina      | 14                                 |
| 32          | Suíça          | 3                                  |

## Nota
1. ↑  Soma dos valores para os países com data disponível, que pode ser oficial ou calculada pela Organização das Nações Unidas para Alimentação e Agricultura